# Saltö BK
Saltö BK var en idrottsförening från Karlskrona i Blekinge, bildad 1930 och upplöst den 2 november 1968 då föreningen sammanslogs med Karlskrona BK och Björkholmens IF i Karlskrona AIF. Vid SBK:s bildande utövade föreningen bandy, fotboll och handboll, vilket med tiden kom att kompletteras av friidrott och handboll för damer. Saltös fotbollslag spelade i division III (sedan 2006 motsvarande division I) 1957/1958-1961, division II (motsv. Superettan) 1962-1963, ånyo i division III 1964-1966 och avslutade sin existens med en säsong i division IV 1967.